# ديسويل
ديسويل (بإنجليزية:Dicuil) هو راهب و نحوي و جغرافي إيرلندي, ولد في النصف الثاني من القرن 8م, و هو صاحب كتاب De mensura orbis terra (حول قياسات العالم) الذي أنهاه سنة 825, و الذي تضمن مجموعة من الاكتشافات والمعلومات التي لم يتوصل إليها إيرلندي قبله.